# 툰베르기놀 B
툰베르기놀 B(영어: thunberginol B)는 수국(Hydrangea macrophylla)에서 발견되는 아이소쿠마린이며, 수국의 잎에서 생성된다.

## 같이 보기
- 툰베르기놀 C